# هیلاری بروک
هیلاری بروک (انگلیسی: Hillary Brooke؛ ۸ سپتامبر ۱۹۱۴ – ۲۵ مهٔ ۱۹۹۹) یک هنرپیشه اهل ایالات متحده آمریکا بود. وی بین سال‌های ۱۹۳۷ تا ۱۹۶۰ میلادی فعالیت می‌کرد.
از فیلم‌ها یا برنامه‌های تلویزیونی که وی در آن نقش داشته است می‌توان به مردی که زیاد می‌دانست اشاره کرد.